# Art mac Cuinn
Art mac Cuinn ("hijo de Conn"), también conocido como Art Óenfer (literalmente "un hombre", utilizado en el sentido de "solo", "solitario", o "hijo único"), fue, según la leyenda irlandesa medieval y la tradición histórica, un Alto Rey de Irlanda.
Según la leyenda, no fue el único hijo de Conn:  tuvo un hermano llamado Connla, quién se enamoró de una mujer hada, y se fue con ella a Mag Mell, para nunca ser vuelto a ver. Después de aquello, Art se quedó sólo y se ganó su apodo (Geoffrey Keating dice que tuvo dos hermanos, Connla y Crionna, que fueron asesinados por su tío Eochaid Finn). Otra mujer hada, Bé Chuille, quién había sido desterrada a Irlanda por los Tuatha Dé Danann, se enamoró de Art, pero, cuando supo que su padre Conn todavía estaba vivo y que era viudo, acordó casarse con él en cambio, con la condición de que Art fuera desterrado de Tara por un año. La injusticia causó una hambruna en Irlanda, hasta que Art forzó a Bé Chuille a partir al perder en un juego de fidchell. En otra variante del mito, Bé Chuille le pone un geis a Art, después de que pierde en un juego de fidchell; por lo cual tiene que dejar Irlanda para nunca regresar hasta que pueda encontrar y rescatar a la dama Delbchaem ("Forma Justa"). Art viaja a la Tierra de Maravilla, enfrentándose a peligros innombrables y se ve forzado a matar a la madre de Delbchaem, una figura temible y sobrenatural, quién los druidas predijeron que sería asesinada por un pretendiente de su hija. Cuando Art y Delbchaem regresan a Tara, Delbchaem destierra a Bé Chuille de la tierra, regresando la fertilidad a la región.
Art sucedió a su cuñado Conaire Cóem como Alto Rey, luego de que fuera asesinado por Nemed, hijo de Sroibcenn, en la batalla de Gruitine. Gobernó durante veinte o treinta años. Durante su reinado los hijos de Conaire tomaron venganza contra Nemed y sus aliados, los hijos de Ailill Aulom, en la Batalla de Cennfebrat en Munster. El hijo adoptivo de Ailill, Lugaid mac Con, fue herido en el muslo en la batalla, y fue exiliado de Irlanda. Hizo una alianza con Benne Brit, hijo del rey de Gran Bretaña, levantó un ejército de extranjeros, y regresó a Irlanda. Derrotó y asesinó a Art en la Batalla de Maigh Mucruimhe en Connacht. Según la leyenda, Art recibió hospitalidad de Olc Acha, un herrero local, la noche antes de la batalla. Fue profetizado que una gran dignidad provendría de la línea de Olc, y le entregó su hija Achtan a Art para dormir con él. El hijo de Art, Cormac, fue concebido esa noche. Aun así, según Keating, Achtan fue la amante oficial de Art, a la que dio ganado como dote; su mujer y la madre de sus otros niños fue Medb Lethderg.
El Lebor Gabála Érenn sincroniza el reinado de Art con el del emperador Romano Cómodo (180–192). La cronología de Keating  Foras Feasa ar Éirinn data su reinado en 143–173, y en los Anales de los Cuatro Maestros en 165–195.